# 아이폰 5C
애플 아이폰 5c(Apple iPhone 5c)는 페가수스와 폭스콘이 제조하고, 애플이 설계, 판매하는 iOS 스마트폰으로, 아이폰 5s를 출시하면서 아이폰 5를 단종하고 이를 대체하기 위해 출시한 모델이다. 그러나 판매 저조로 인해 2014년경에 단종되었다.
2013년 9월 10일 미국 캘리포니아 샌프란시스코 모스콘 센터에서 발표, A1456/1507/1529/1532 모델은 2013년 9월 20일, A1516 모델은 2014년 1월 17일 출시되었다.
ios11 지원기기목록에서 제외되었다.
해당 제품은 32비트기반으로 제조된 제품이므로 ios11을 지원하지 않는다.

## 외형 및 특징
아이폰 3G/아이폰 3GS처럼 폴리카보네이트 (플라스틱)로 이뤄진 유니바디 형태이며, 내부는 안테나 역할을 겸하는 강철 프레임으로 보강하였다.

## 색상
- 화이트
- 핑크
- 옐로우
- 블루
- 그린

## 출시 국가
| 국가                          | 통신사                                                  |
| ----------------------------- | ------------------------------------------------------- |
| 1차 출시국 (2013년 9월 21일)  |                                                         |
| 독일                          | Deutsche Telekom, Vodafone                              |
| 미국                          | AT&T, Sprint, Verizon, T-Mobile                         |
| 싱가포르                      | M1, SingTel, StarHub                                    |
| 영국                          | 에브리싱 에브리웨어(오렌지 영국+T모바일 영국)           |
| 오스트레일리아                | Optus (Virgin 포함), Telstra, Vodafone                  |
| 일본                          | KDDI, Softbank, NTT docomo                              |
| 프랑스                        | Bouygues, SFR, Orange                                   |
| 캐나다                        | Bell(Virgin 포함), Rogers(Fido 포함), Telus(Koodo 포함) |
| 홍콩                          | SmarTone, Hutchison, CSL                                |
| 중국                          | China Unicom, China Telecom, China Mobile               |
| 2차 출시국 (2013년 10월 25일) |                                                         |
| 네덜란드                      | T모바일, 보다폰                                         |
| 뉴질랜드                      | 보다폰                                                  |
| 노르웨이                      | 텔레노르, 텔리아 소네라                                 |
| 폴란드                        | 오랑쥬                                                  |
| 포르투갈                      | TMN, 보다폰                                             |
| 아일랜드                      | 보다폰, O2                                              |
| 루마니아                      | 오랑쥬                                                  |
| 러시아                        | MTS                                                     |
| 슬로바키아                    | O2, 오랑쥬                                              |
| 슬로베니아                    | SI모바일                                                |
| 대한민국                      | SK텔레콤, KT                                            |
| 스페인                        | 텔레포니카 모비스타, 보다폰, 오랑쥬                     |
| 스웨덴                        | 텔레노르, 텔리아 소네라                                 |
| 스위스                        | 스위스콤, 오랑쥬                                        |
| 대만                          |                                                         |
| 3차 출시국 (2013년 11월 1일)  |                                                         |
| 알바니아                      |                                                         |
| 아르메니아                    |                                                         |
| 바레인                        |                                                         |
| 콜롬비아                      |                                                         |
| 엘살바도르                    |                                                         |
| 괌                            |                                                         |
| 과테말라                      |                                                         |
| 인도                          |                                                         |
| 북마케도니아                  |                                                         |
| 말레이시아                    |                                                         |
| 멕시코                        |                                                         |
| 몰도바                        |                                                         |
| 몬테네그로                    |                                                         |
| 사우디아라비아                |                                                         |
| 튀르키예                      |                                                         |
| 아랍에미리트                  |                                                         |

## 같이 보기
- 애플 아이폰 5s
- 애플 아이패드 에어
- 애플 아이패드 미니 레티나 디스플레이
- 애플 아이폰 5